# Allan Roy
Pour les articles homonymes, voir Roy.
Pas d'image ? Cliquez ici

a Compétitions nationales et continentales officielles uniquement.

b Matchs officiels uniquement.
Dernière mise à jour le 14 septembre 2022.
Allan Roy, né le 13 mai 1911 à Ainsdale et mort le 16 avril 2011 à Southport, est un joueur de rugby à XV qui a évolué au poste de deuxième ligne pour l'équipe d'Écosse de 1938 à 1939.

## Biographie
Allan Roy obtient sa première cape internationale à l'âge de 26 ans le 5 février 1938, à l'occasion d’un match contre l'équipe du pays de Galles. Il évolue pour l'équipe d'Écosse qui remporte la triple couronne en 1938. Allan Roy connaît sa dernière cape internationale à l'âge de 27 ans le 18 mars 1939, à l'occasion d'un match contre l'équipe d'Angleterre.

## Statistiques en équipe nationale
- 6 sélections avec l'équipe d'Écosse
- Sélections par année : 3 en 1938, 3 en 1939.
- Tournois britanniques de rugby à XV disputés : 1938, 1939.